# Analiza strategiczna
Analiza strategiczna – zbiór działań, które diagnozują oraz prognozują organizację i jej otoczenie w sposób powodujący sformułowanie odpowiedniej strategii oraz zbudowanie i realizację określonego planu strategicznego. 
Analiza strategiczna oznacza właściwy sposób strategicznego myślenia przez ludzi oraz organizacje. Analiza taka musi mieć charakter kompleksowy i wykorzystywać metody jakościowe oraz ilościowe z dziedziny ekonomii, finansów, marketingu, ekonometrii, statystyki, psychologii, stosunków międzynarodowych, bezpieczeństwa i obronności.
Końcowym etapem analizy strategicznej jest określenie i ocena pozycji strategicznej przedsiębiorstwa. Analiza strategiczna daje nam odpowiedź na pytanie: w jakich warunkach będzie działała firma w przyszłości i jakie ma możliwości dostosowania się do nich.